# Anolis demissus
Anolis demissus (гранд-каємітський зелений аноліс) — вид ігуаноподібних ящірок родини анолісових (Dactyloidae). Ендемік Гаїті.

## Поширення і екологія
Гранд-каємітські зелені аноліси є ендеміками острова Гранд-Каєміте. Вони живуть в тропічних лісах.